# Die verbannten Kinder Evas
Die Verbannten Kinder Evas è un progetto musicale austriaco, che fu fondato nel 1993 da Richard Lederer e Michael Gregor scritturati con la Napalm Records.

## Storia del gruppo
La band originale era composta dai membri della band black metal Summoning. Michael Gregor più tardi lasciò la band per concentrarsi sui Summoning. La musica è lenta e melancolica, con voci maschili e femminili chiare e con i testi di John Dowland e Percy Bysshe Shelley.
Nel 1999 pubblicarono per la Dreanor Records il loro terzo album dal titolo In Darkness Let Me Dwell, che vedeva le strutture sinfoniche tipiche della band alternarsi tra la voce mezzosoprano della cantante di Tania Borskye e la voce maschile di Richard Lederer.
Nel 2006 la band pubblicò il proprio quarto album, Dusk And Void Became Alive, che ospita una nuova voce femminile, Christina Kroustali.
Die Verbannten Kinder Evas tradotto significa "Gli esiliati figli di Eva".

## Discografia
- 1995 - Die Verbannten Kinder Evas
- 1997 - Come Heavy Sleep
- 1999 - In Darkness Let Me Dwell
- 2006 - Dusk and Void Became Alive

## Formazione

### Formazione attuale
- Richard Lederer - synthesizer e voce
- Christina Kroustali (Lady of Carnage) - voce

### Ex componenti
- Michael Gregor - synthesizer e voce
- Julia Lederer - voce
- Tania Borsky - voce